# 66-я улица — Линкольн-центр (линия Бродвея и Седьмой авеню, Ай-ар-ти)
|   |     |     |     |     |   |
| · | · л | · э | · э | · л | · |

|   |     |     |     |     |   |
| · | · л | · э | · э | · л | · |

«66-я улица — Линкольн-центр» (англ. 66th Street–Lincoln Center) — станция Нью-Йоркского метрополитена, расположенная на линии Бродвея и Седьмой авеню, Ай-ар-ти.  На станции останавливаются маршруты 1 (круглосуточно) и 2 (ночью). Станцию проходят без остановки маршруты 2 (круглосуточно, кроме ночи) и 3 (круглосуточно). Она представлена двумя боковыми платформами, обслуживающими два локальных пути.
Станция была открыта 27 октября 1904 года в составе первой очереди сети Interborough Rapid Transit Company (IRT). В это время поезда ходили от станции Сити-холл до 145-й улицы. Оформлением станции занималась известная художница Нэнси Сперо.
Рядом со станцией расположены Линкольн-центр, Джульярдская школа, Эвери-Фишер-холл и Метрополитен-опера.

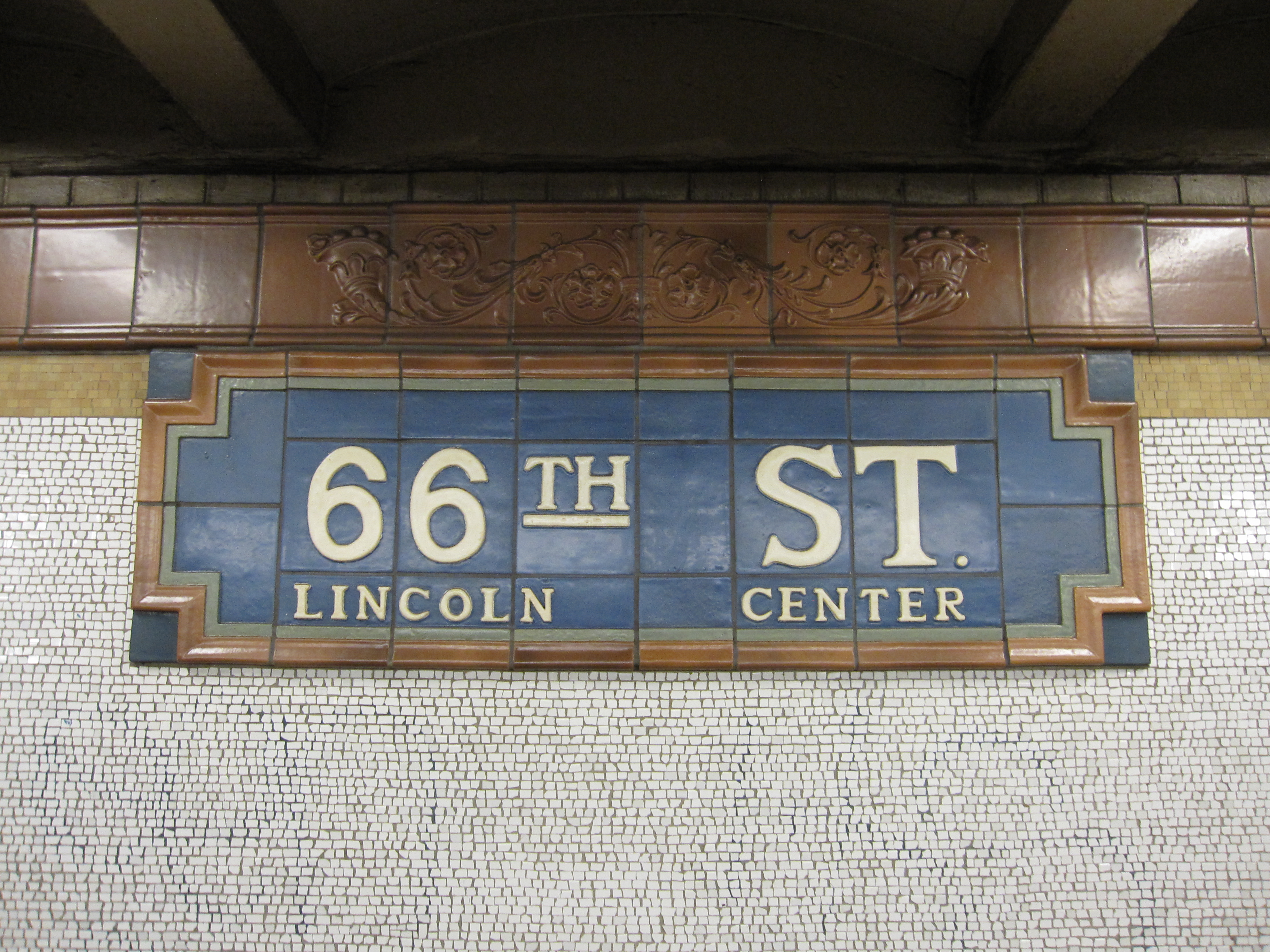
Именная картуш
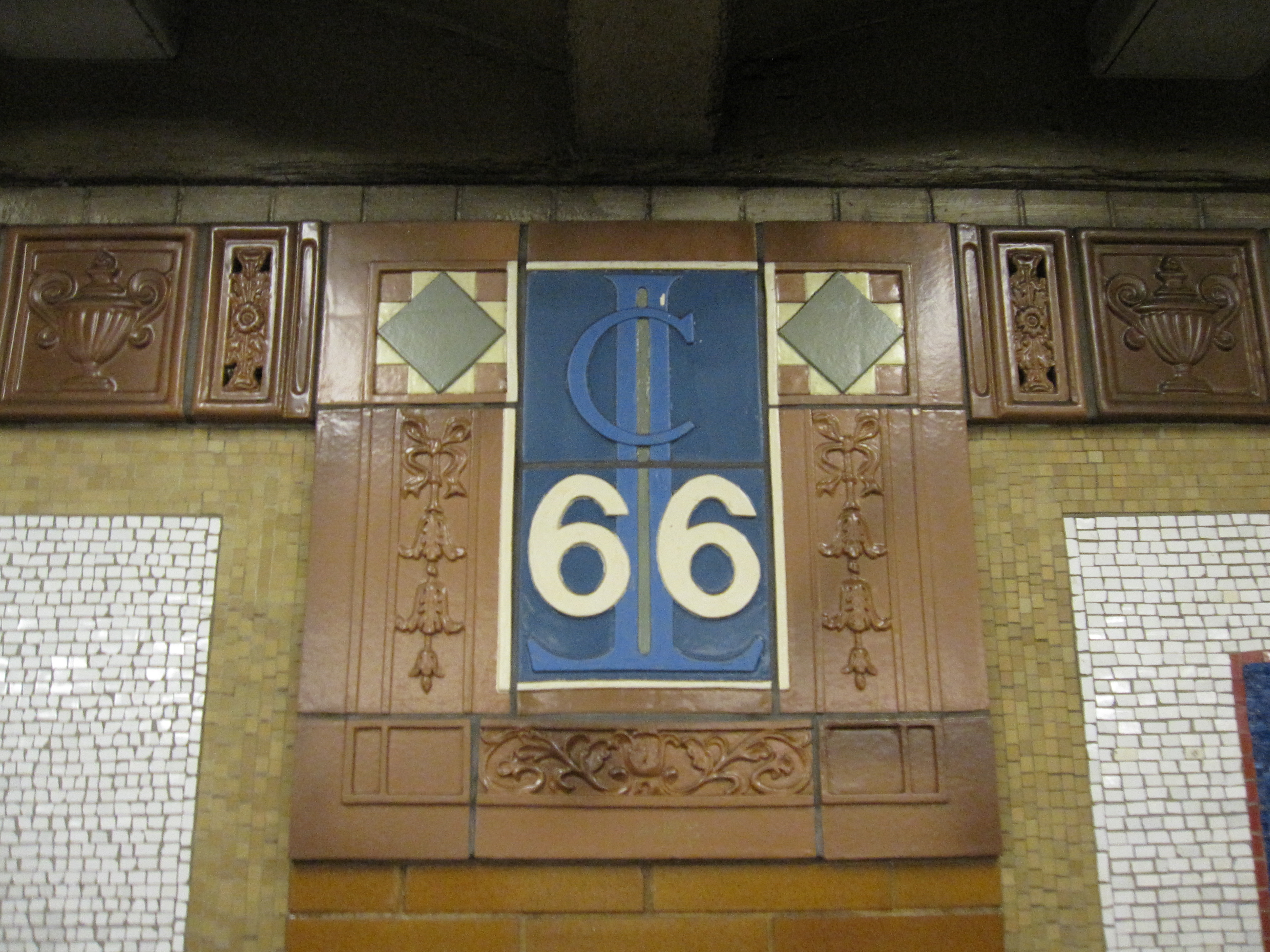
Картуш с числом "66"
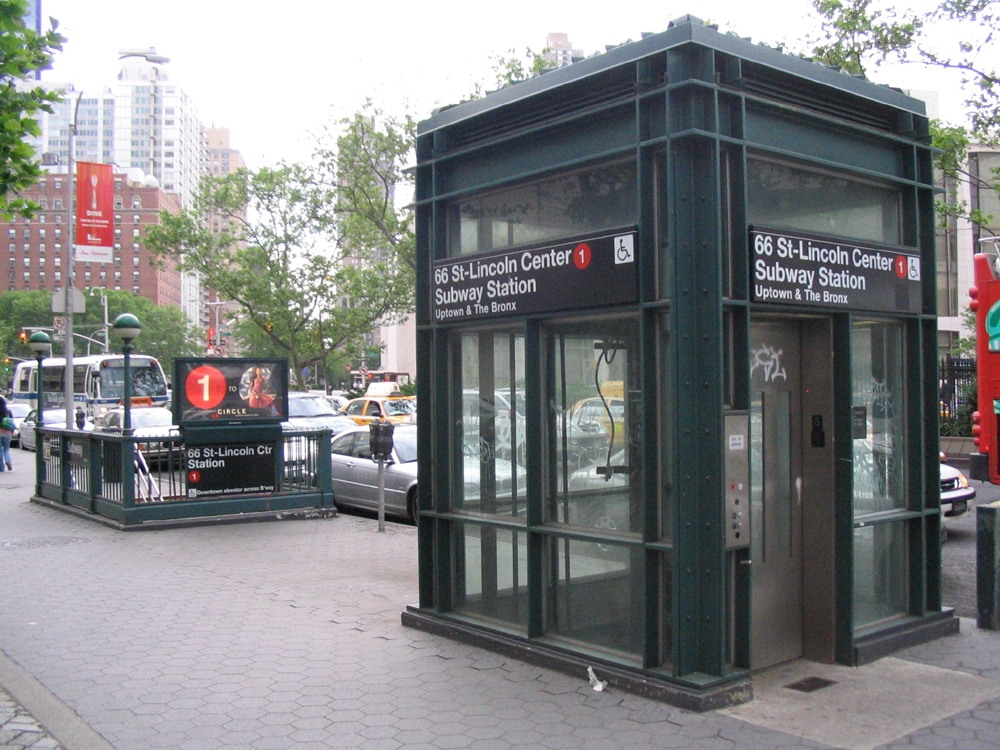
Выход с лифтом